# Have Yourself a Merry Little Christmas (мини-альбом)
Have Yourself a Merry Little Christmas — рождественский мини-альбом (EP) канадской певицы Дайаны Кролл, выпущенный 3 ноября 1998 года лейблами Impulse! Records и GRP Records.

## Приём
| Оценки критиков | Оценки критиков |
| Источник        | Оценка          |
| --------------- | --------------- |
| AllMusic        | [ 1 ]           |

Марвин Джолли из AllMusic написал в своем обзоре: «Отстраненная прохлада вокала Дианы Кролл хорошо сочетается с зимним колоритом трех ее любимых праздничных композиций Have Yourself a Merry Little Christmas».

## Список треков
| №                   | Название                                 | Автор(ы)                     | Длительность |
| ------------------- | ---------------------------------------- | ---------------------------- | ------------ |
| 1.                  | «Have Yourself a Merry Little Christmas» | Ralph Blane Hugh Martin      | 4:20         |
| 2.                  | «Christmas Time Is Here»                 | Vince Guaraldi Lee Mendelson | 3:35         |
| 3.                  | «Jingle Bells»                           | James Lord Pierpont          | 2:16         |
| Общая длительность: | Общая длительность:                      | Общая длительность:          | 10:11        |

Информация о треках и авторские права взяты из буклета альбома.

## Музыканты
- Диана Кролл — фортепиано, вокал
- Джефф Хэмилтон — барабаны
- Рассел Мэлоун — гитара
- Бен Вульф — бас-гитара
- Джонни Мэндел — дирижер, оркестровые аранжировки

## Производство
- Томми ЛиПума — продюсер
- Джонни Мэндел — продюсер
- Дуг Сакс — мастеринг
- Эл Шмитт — инженер, микширование
- Кодзи Эгава — помощник инженера
- Стив Дженевик — ассистент инженера
- Билл Смит — помощник инженера
- Марша Блэк — координация производства
- Холлис Кинг — художественное направление
- Кадзуми Мацумото — графический дизайн
- Найджел Пэрри — фотография

## Чарты
| Чарты (1998)                           | Высшая плзиция |
| -------------------------------------- | -------------- |
| США (Billboard Top Heatseekers Albums) | 17             |
| США (Billboard Top Holiday Albums)     | 35             |
| США (Billboard Top Jazz Albums)        | 3              |
| US Traditional Jazz Albums (Billboard) | 2              |

| Чарт (1999)                    | Позиция |
| ------------------------------ | ------- |
| US Top Jazz Albums (Billboard) | 14      |